# هوني بوبكورن
هوني بوبكورن (هانغل: 허니팝콘) هي فرقة فتيات يابانية مقرها في كوريا الجنوبية شكلتها Kyun Create ، وتتألف الفرقة من يوا ميكامي (Yua Mikami) و موكو ساكورا (Moko Sakura) و ناكو مياس (Nako Miyase) و روكا تاجيما (Ruka Tajima) وسارة إيزومي (Sara Izumi)، ظهرت الفرقة لأول مرة في 21 مارس 2018 بألبوم بيبيدي بيبيدي بو (بالإنجليزية: Bibidi Babidi Boo).

## ديسكوغرافيا

### أسطوانة مطولة
- Bibidi Babidi Boo (مارس 21، 2018)

- De-aeseohsta (يوليو 5، 2019)

### أغاني مُنفردة
- (Bibidi Babidi Boo" (2018"

- (Pretty Lie" (2018"

- (De-aeseohsta" (2019"

## التاريخ
في فبراير 2018 ، أعلنت يوا ميكامي أنها ستظهر لأول مرة في كوريا الجنوبية مع فرقة فتيات جديدة مع ميكو ماتسودا وموكو ساكورا ، قبل ذلك عملت جميع العضوات الثلاث كمطربات في اليابان، كانت يوا عضوة في SKE48 ، ميكو عضوة في NMB48 ، وموكو عضوة في Bakusute Sotokanda Icchome (وحدة فرعية من فرقة Akihabara Backstage Pass).  تم تطوير الفرقة من قبل يوا نفسها كمشروع طموح وقمن العضوات بصنع وإنتاج الفيديو الموسيقى خاصتهن بأموالهم الشخصية. تلقى ظهورهم لأول مرة في كوريا الجنوبية كمغنيات جدل كبير من قبل وسائل الإعلام الكورية الجنوبية بسبب الأعضاء كونهم ممثلات إباحيات،  في 23 ديسمبر 2018 ، أعلنت ميكو ماتسودا على تويتر أنها ستخرج من الفرقة.  في يونيو 2019 ، انضمت إلى الفرقة ناكو مياسي وروكا تاجيما وسارة إيزومي.

## روابط خارجية
- هوني بوبكورن على موقع ميوزك برينز (الإنجليزية)